# Edmond Rousse

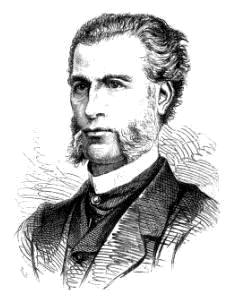
Edmond Rousse

Aimé Joseph Edmond Rousse (* 18. März 1817 in Paris; † 1. August 1906) war ein französischer Rechtsanwalt, der 1880 Mitglied der Académie française wurde.

## Leben
Nach dem Schulbesuch studierte Rousse Rechtswissenschaften, wurde Sekretär des bekannten Rechtsanwalts Gustave Louis Chaix d'Est-Ange und verfasste dessen Plädoyers. Als Rechtsanwalt war er in der Rechtsanwaltskammer von Paris zugelassen und wurde 1870 Präsident (Bâtonnier) dieser Anwaltskammer. Daneben verfasste er mehrere juristische Fachbücher, aber auch Bücher über historische Persönlichkeiten wie die Brüder Gabriel und André Mirabeau sowie François Quesnay.
Rousse, der auch Offizier der Ehrenlegion war, wurde am 13. Mai 1880 als Nachfolger des Politikers Jules Favre zum Mitglied der Académie française gewählt und nahm dort bis zu seinem Tod den fünften Sessel (Fauteuil 5) ein.

## Veröffentlichungen
- Édition des Discours et plaidoyers de M. Chaix d’Est-Ange, 1862.
- Étude sur « Le droit nobiliaire » de M. Lévêque, 1879.
- Consultation sur les décrets du 29 mars 1880, 1880.
- Discours, plaidoyers et œuvres diverses, 2 Bände, 1884.
- Les Mirabeau et Quesnay, 1891.
- Mirabeau, 1893.
- Avocats et magistrats, 1903.
- Lettres à un ami, posthum 1908.